# Bruch (Olpe)
Bruch ist ein Ortsteil der Kreisstadt Olpe im Sauerland und hat drei Einwohner (Stand: 31. Dezember 2020).

## Geographie
Der Ort befindet sich östlich von Olpe.